# Посёлок совхоза «Орешково»
Посёлок совхоза «Орешково» — упразднённый в 2011 году посёлок в Луховицком районе Московской области. Относился к сельскому поселению Газопроводское.

## География
Расположен на левом берегу реки Мечи.

## История
В соответствии с постановлением Губернатора Московской области от 22.03.2011 № 16-ПГ посёлок объединён с деревней Орешково в единый сельский населённый пункт — деревню Орешково — с дальнейшим её преобразованием в посёлок Орешково.

## Население
В 2006 году — 649 человек, в 2010 году — 670 человек.

## Инфраструктура
Основа экономики — сельское хозяйство.
В посёлке находилась центральная усадьба сельскохозяйственно-производственного комплекса «Орешково» — одного из основных сельхозпредприятий Луховицкого района (существовал до 2006 года).
В посёлке есть две торговых точки, клуб, почта, Орешковская основная общеобразовательная школа.